# Chi Oang
Chi Oang (též Chi Wang nebo Chih Yuan) (30. dubna 1872 – jaro 1946) byla tchajwanská křesťanka a kmenová misionářka, působící na Tchaj-wanu.
Narodila se jako dcera kmenového náčelníka Tayalů. Počátkem 20. století sehrála významnou roli při usmíření svého kmene s Japonci, kteří tehdy Tchaj-wan ovládali.
Ve věku 52 let se stala křesťankou a vstoupila do presbyteriánské církve, po absolvování biblické školy začala roku 1931 misijně působit mezi lidmi svého kmene. Církevní sbory, které díky jejímu misijnímu působení vznikly, čítaly v roce 1946 na čtyři tisíce členů.